# Sławomir Karpowicz
Sławomir Karpowicz (ur. 17 marca 1952 w Szczebrzeszynie – zm. 4 listopada 2001 w Krakowie) – polski malarz, profesor malarstwa na krakowskiej Akademii Sztuk Pięknych.

## Życiorys
Studiował (1973-1978) na Wydziale Malarstwa Akademii Sztuk Pieknych  w Krakowie. Uzyskał dyplom w pracowni Jana Szancenbacha w 1978, a od 1979 prowadził pracownię rysunku w krakowskiej Akademii Sztuk Pięknych. Później prowadził pracownię malarstwa
.
W czerwcu 1993 Włodzimierz Kunz powierzył Sławomirowi Karpowiczowi pełnienie funkcji prodziekana Wydziału Malarstwa  ASP w Krakowie, w kadencji trwającej od 1 września 1993 – do 31 sierpnia 1996. Od 1 stycznia 1996 był profesorem nadzwyczajnym  na Akademii Sztuk Pięknych w Krakowie na Wydziale Malarstwa.
Mieszkał z żoną i córkami w pracowni przy ulicy Piłsudskiego, która uprzednio była pracownią Olgi Boznańskiej.
Głównym tematem jego obrazów była martwa natura. Prezentował swój dorobek artystyczny na kilkunastu wystawach indywidualnych oraz kilkudziesięciu zbiorowych.
Jego żoną była malarka Anna Karpowicz-Westner (z domu Wiejak). Miał dwie córki Joannę oraz Katarzynę, które również poszły w ślady rodziców.

## Wybrane wystawy indywidualne
- 1980 · „Malarstwo”, Hedstorm Galerie, Stocholm, Szwecja
- 1983 · „Malartswo”, Galeria ASP, Kraków
- 1985 · „Malarstwo”, Galeria Sztuki Współczesnej, Kraków
- 1990 · „Malarstwo”, Instytut Polski, Lipsk, Niemcy
- 1991 · „Malarstwo”, Stawski Gallery, Kraków
- 1992 · Klose-Zineman Studio, Darmstadt, Niemcy
- 1992 · Ludva Gallery, Carmel, USA
- 1993 · Ludvig Museum, Saar Louis, Niemcy
- 1994 · Kapller Gallery, Niemcy
- 1995 · Dominik Roztworowski Gallery, Kraków
- 1995 · Landesvertretung Brandenburg, Bonn, Niemcy
- 1996 · Ypsylon Buchladen Gallery, Frankfurt nad Menem, Niemcy
- 1996 · ART-POL & Stawski Gallery, Kraków
- 1996 · Europaischer Kulturpark Bliesbruck, Reinheim, Niemcy
- 1998 · Dominik Roztworowski Gallery, Kraków
- 1998 · „Wystawa malarstwa”,Galeria Sukiennice, Kraków
- 1998 · „Wystawa malarstwa”, Galeria Sztuki Współczesnej, Zamość